# Карл Лео Габсбург-Лотаринзький
Ерцгерцог Карл Леон Марія фон Габсбург-Лотаринзький (пол. Leon Karol Maria Habsburg-Lotaryński нар.5 липня 1893 - пом. 28 серпня 1939)  — австрійський ерцгерцог та польський офіцер. Син Карла Стефана Австрійського основного претендента на Польську корону 1916-1918.

## Біографія
Він був другим сином і п'ятою дитиною ерцгерцога Карла Стефана Габсбурзького та Марії Терезії Тосканської. Він та його брати та сестри виховувалися під наглядом приватних вчителів. У 1912 році він вступив до імператорської військової академії у Вінер-Нойштадті для навчання на офіцера.
Освіту він завершив 15 березня 1915 року. Брав участь у боях під час Першої світової війни на посаді капітана уланського полку №3.
Учасник боротьби за незалежність Польщі у війні з більшовиками, офіцер 11-го легіонерського уланського полку., виконуючий обов'язки командира полку у червні та липні 1920 року. Відзначився 31 липня 1920 року у битві при Стир, поранений 1 серпня 1920 року у битві під Миколайовом. Після закінчення війни був переведений до 17-го Великопольського уланського полку і закінчив Центральне кавалерійське училище в Грудзендзе.
Після смерті батька в 1936 він став титулярним князем Цешинським. Похований на парафіяльному цвинтарі у Бествині.

## Приватне життя
Одружений з Марією-Клотільдою фон Тюїльєр, графинею фон Монжуа-Вофрі та де ла Рош (1893–1978). У пари був Леон Стефан Габсбург (1928-2020).